# Linas Balsys
Linas Balsys (ur. 1 maja 1961 w Wilnie) – litewski dziennikarz radiowy i telewizyjny, rzecznik prasowy prezydenta Litwy, poseł na Sejm Republiki Litewskiej.

## Życiorys
W 1979 został absolwentem jednej z wileńskich szkół średnich, a w 1984 ukończył studia z zakresu dziennikarstwa na Wydziale Historii Uniwersytetu Wileńskiego.
Od 1982 był związany z litewskimi mediami publicznymi LRT. Do 1986 pracował w radiu, następnie przeszedł do telewizji. W 1997 został dziennikarzem pierwszego komercyjnego radia M-1, w 2002 powrócił do mediów publicznych, do 2009 był korespondentem z Brukseli. W latach 2009–2011 pełnił funkcję rzecznika prasowego prezydent Litwy Dalii Grybauskaitė. Założył następnie Instytut Zielonej Polityki.
W 2012 zdecydował się na start w wyborach parlamentarnych jako kandydat niezależny w jednym z okręgów jednomandatowych. W drugiej turze głosowania został wybrany do Sejmu, pokonując konserwatywną posłankę Danutė Bekintienė. W tym samym roku stanął na czele Litewskiej Partii Zielonych. W 2016 z powodzeniem ubiegał się o poselską reelekcję. Później związał się z Litewską Partią Socjaldemokratyczną, był jej kandydatem do Sejmu w 2020. Z ramienia socjaldemokratów uzyskał mandat poselski w kolejnych wyborach w 2024.

## Odznaczenia
- Krzyż Oficerski Orderu „Za Zasługi dla Litwy” – 2004[6]
- Krzyż Kawalerski Orderu „Za Zasługi dla Litwy” – 2004[6]
- Medal Rady Bałtyckiej – 2016[7]